# Chicago Film Critics Association Awards 2023
Bei den 36. Chicago Film Critics Association Awards ehrten Filmkritiker aus Chicago 2023 die besten Leistungen des Filmjahres 2023. Die Filme Killers of the Flower Moon, Oppenheimer und Poor Things erhielten jeweils zehn Nominierungen. Die Gewinner wurden am 12. Dezember bekanntgegeben.
| Film                                           | N  | A  |
| ---------------------------------------------- | -- | -- |
| Killers of the Flower Moon                     | 10 | 03 |
| Oppenheimer                                    | 10 | 03 |
| Poor Things                                    | 10 | 02 |
| Barbie                                         | 09 | 01 |
| May December                                   | 07 | 03 |
| The Zone of Interest                           | 05 | 01 |
| Anatomie eines Falls                           | 04 | 0  |
| The Holdovers                                  | 04 | 02 |
| Past Lives – In einem anderen Leben            | 04 | 01 |
| Are You There God? It’s Me, Margaret.          | 03 | 0  |
| Asteroid City                                  | 03 | 0  |
| Der Junge und der Reiher                       | 02 | 01 |
| Godzilla Minus One                             | 02 | 01 |
| All Dirt Roads Taste of Salt                   | 02 | 0  |
| Mission: Impossible – Dead Reckoning Teil Eins | 02 | 0  |

## Nominierte

### Bester Film
Killers of the Flower Moon
- Barbie
- May December
- Oppenheimer
- Poor Things

### Beste Regie
Christopher Nolan – Oppenheimer
- Greta Gerwig – Barbie
- Todd Haynes – May December
- Giorgos Lanthimos – Poor Things
- Martin Scorsese – Killers of the Flower Moon

### Bester Hauptdarsteller
Paul Giamatti – The Holdovers
- Leonardo DiCaprio – Killers of the Flower Moon
- Cillian Murphy – Oppenheimer
- Andrew Scott – All of Us Strangers
- Yoo Teo – Past Lives – In einem anderen Leben

### Beste Hauptdarstellerin
Emma Stone – Poor Things
- Lily Gladstone – Killers of the Flower Moon
- Sandra Hüller – Anatomie eines Falls
- Natalie Portman – May December
- Margot Robbie – Barbie

### Bester Nebendarsteller
Charles Melton – May December
- Robert Downey Jr. – Oppenheimer
- Ryan Gosling – Barbie
- Glenn Howerton – BlackBerry
- Mark Ruffalo – Poor Things

### Beste Nebendarstellerin
Da’Vine Joy Randolph – The Holdovers
- Jodie Foster – Nyad
- Sandra Hüller – The Zone of Interest
- Rachel McAdams – Are You There God? It’s Me, Margaret.
- Julianne Moore – May December

### Bestes Originaldrehbuch
Samy Burch – May December
- Arthur Harari und Justine Triet – Anatomie eines Falls
- Greta Gerwig und Noah Baumbach – Barbie
- David Hemingson – The Holdovers
- Celine Song – Past Lives – In einem anderen Leben

### Bestes Adaptiertes Drehbuch
Eric Roth und Martin Scorsese – Killers of the Flower Moon
- Kelly Fremon Craig – Are You There God? It’s Me, Margaret.
- Christopher Nolan – Oppenheimer
- Tony McNamara – Poor Things
- Jonathan Glazer – The Zone of Interest

### Bester Animationsfilm
Der Junge und der Reiher
- Leo
- Robot Dreams
- Spider-Man: Across the Spider-Verse
- Teenage Mutant Ninja Turtles: Mutant Mayhem

### Bester Fremdsprachiger Film
The Zone of Interest (Vereinigtes Königreich)
- Anatomie eines Falls (Frankreich)
- Der Junge und der Reiher (Japan)
- Godzilla Minus One (Japan)
- Das Lehrerzimmer (Deutschland)

### Bester Dokumentarfilm
Kokomo City
- 20 Days in Mariupol
- Beyond Utopia
- Menus Plaisirs – Les Troisgros
- Still: A Michael J. Fox Movie

### Beste Filmmusik
Robbie Robertson – Killers of the Flower Moon
- Mark Ronson und Andrew Wyatt – Barbie
- Ludwig Göransson – Oppenheimer
- Jerskin Fendrix – Poor Things
- Mica Levi – The Zone of Interest

### Bestes Szenenbild
Sarah Greenwood – Barbie
- Adam Stockhausen – Asteroid City
- Jack Fisk – Killers of the Flower Moon
- Ruth De Jong – Oppenheimer
- Shona Heath und James Price – Poor Things

### Bestes Kostümdesign
Holly Waddington – Poor Things
- Milena Canonero – Asteroid City
- Jacqueline Durran – Barbie
- Jacqueline West – Killers of the Flower Moon
- Stacey Battat– Priscilla

### Bester Schnitt
Jennifer Lame – Oppenheimer
- Jomo Fray – All Dirt Roads Taste of Salt
- Nathan Orloff – John Wick: Kapitel 4
- Thelma Schoonmaker – Killers of the Flower Moon
- Eddie Hamilton – Mission: Impossible – Dead Reckoning Teil Eins

### Beste Kamera
Hoyte van Hoytema – Oppenheimer
- Robert D. Yeoman – Asteroid City
- Rodrigo Prieto – Killers of the Flower Moon
- Robbie Ryan – Poor Things
- Łukasz Żal – The Zone of Interest

### Beste Visuelle Effekte
Godzilla Minus One
- Barbie
- Mission: Impossible – Dead Reckoning Teil Eins
- Oppenheimer
- Poor Things

### Vielversprechendster Filmemacher
Celine Song – Past Lives – In einem anderen Leben
- Kyle Edward Ball – Skinamarink
- Raven Jackson – All Dirt Roads Taste of Salt
- Cord Jefferson – Amerikanische Fiktion (American Fiction)
- A. V. Rockwell – A Thousand and One

### Vielversprechendster Schauspieler
Charles Melton – May December
- Abby Ryder Fortson – Are You There God? It’s Me, Margaret.
- Milo Machado Graner – Anatomie eines Falls
- Dominic Sessa – The Holdovers
- Teo Yoo – Past Lives – In einem anderen Leben